# Whetstone (Arizona)
Whetstone es un lugar designado por el censo ubicado en el condado de Cochise en el estado estadounidense de Arizona. En el Censo de 2010 tenía una población de 2617 habitantes y una densidad poblacional de 85,63 personas por km².

## Geografía
Whetstone se encuentra ubicado en las coordenadas 31°57′26″N 110°20′31″O / 31.95722, -110.34194. Según la Oficina del Censo de los Estados Unidos, Whetstone tiene una superficie total de 30.56 km², de la cual 30.56 km² corresponden a tierra firme y (0%) 0 km² es agua.

## Demografía
Según el censo de 2010, había 2617 personas residiendo en Whetstone. La densidad de población era de 85,63 hab./km². De los 2617 habitantes, Whetstone estaba compuesto por el 85.44% blancos, el 2.18% eran afroamericanos, el 1.07% eran amerindios, el 1.68% eran asiáticos, el 0.46% eran isleños del Pacífico, el 5.31% eran de otras razas y el 3.86% pertenecían a dos o más razas. Del total de la población el 16.89% eran hispanos o latinos de cualquier raza.